# Mark Dindal
Mark Dindal, est un réalisateur, scénariste, acteur, animateur, et storyboardeur américain né le 31 mai 1960 à Columbus dans l'Ohio. Il est connu pour son travail dans les classiques de Disney, notamment la réalisation de Kuzco, l'empereur mégalo (2000), qui a été nommé pour plusieurs prix inclus un Oscar, un Golden Globe, un Grammy et deux Critics' Choice. Travaillant pour Disney, il était également responsable de l'animation de longs métrages qui sont devenus des classiques de l'animation tels que La Petite Sirène (1989), Tom et Jerry : Le Film (1992) et Aladdin (1992). En 1997, après avoir rejoint Warner Bros, son premier film comme réalisateur, Dany, le chat superstar, a remporté l'Annie Award du Meilleur Film d'Animation.

## Filmographie

### Réalisateur
- 1997 : Dany, le chat superstar
- 2000 : Kuzco, l'empereur mégalo
- 2005 : Chicken Little
- 2024 : Garfield

### Scénariste
- 1997 : Dany, le chat superstar
- 2000 : Kuzco, l'empereur mégalo
- 2001 : Kuzco, l'empereur mégalo (jeu vidéo)
- 2005 : Chicken Little
- 2005 : Kuzco 2
- 2006-2008 : Kuzco, un empereur à l'école : 25 épisodes

### Acteur
- 1997 : Dany, le chat superstar : Max
- 2000 : Kuzco, l'empereur mégalo : Yzma chaton
- 2005 : Chicken Little : Morkubine Porcupine et le coach

### Animateur
- 1982 : Fun with Mr. Future
- 1991 : Rocketeer
- 1992 : Frozen Assets (en)
- 1992 : La Petite Sirène : 2 épisodes
- 1997 : Dany, le chat superstar
- 2005 : Chicken Little
- 2019 : Le Parc des merveilles

### Artiste de storyboard
- 1990 : Le Prince et le Pauvre
- 1992 : La Petite Sirène : 1 épisode
- 1997 : Dany, le chat superstar
- 2014 : Restrung (en)
- 2019 : Le Parc des merveilles

### Technicien des effets spéciaux
- 1983 : Le Noël de Mickey
- 1985 : Taram et le Chaudron magique
- 1986 : Basil, détective privé
- 1987 : Fou de foot
- 1987 : Le Petit Grille-pain courageux
- 1987 : Pinocchio et l'Empereur de la Nuit (Pinocchio and the Emperor of the Night)
- 1987-1988 : BraveStarr : 65 épisodes
- 1988 : Bravestarr : The Movie
- 1988 : Oliver et Compagnie
- 1989 : La Petite Sirène
- 1990 : Blanche-Neige et le Château hanté
- 1990 : Bernard et Bianca au pays des kangourous
- 1992 : Tom et Jerry, le film
- 1992 : Aladdin
- 1992 : La Petite Sirène : 3 épisodes